# Лео Рудольф Раубаль
Лео Рудольф Раубаль (нім. Leo Rudolf Raubal; 12 жовтня 1906, Лінц — 18 серпня 1977, Іспанія) — німецький офіцер, лейтенант люфтваффе. Племінник Адольфа Гітлера.

## Біографія
Лео був сином Лео Раубаля (старшого) і його дружини Ангели Гітлер, єдинокровної сестри Адольфа Гітлера. Був улюбленим племінником Гітлера. Дядько любив проводити з ним час. До війни Раубаль працював менеджером в Лінці.
За однією версією (зі слів Вільяма Патріка Гітлера), Лео звинувачував Гітлера в смерті своєї сестри Гелі Раубаль. За іншою — історик Вернер Мазер стверджує, ніби Лео сказав в 1967 році, що Гітлер був «абсолютно невинним».
У жовтні 1939 року Раубаль був призваний на службу в інженерні частини Люфтваффе. Він був схожий на дядька й іноді служив двійником Гітлера під час війни. У січні 1943 року під час Сталінградської битви він був поранений, і Фрідріх Паулюс просив у Гітлера літак для евакуації Лео в Німеччину. Гітлер відмовив, і Раубаль потрапив в полон 31 січня 1943 року.
Гітлер всупереч своїм правилам, готовий був обміняти його на сина Сталіна — Якова, але Сталін не погодився.
Лео знаходився в московській в'язниці до 28 вересня 1955 року. Після повернувся до Австрії жив і працював в Лінці як викладач хімії. Помер під час відпустки в Іспанії. Похований 7 вересня 1977 року в Лінці.
У Лео був син Петер (1931), який до пенсії працював інженером.